# دينيس تايلور
دينيس تايلور (بالإنجليزية: Dennis Taylor)‏ (19 يناير 1949) لاعب سنوكر محترف متقاعد من أيرلندا الشمالية يعمل حاليا معلق لمباريات السنوكر ولقد فاز ببطولة العالم للسنوكر عام 1985.

## بداياته
في عام 1972 أصحب تايلور لاعب محترف وشارك في أول بطولة له في عام 1973، وخسر بفارق ضئيل إلى كليف ثوربورن في أول جولة.

## روابط خارجية
- دينيس تايلور على موقع IMDb (الإنجليزية)
- دينيس تايلور على موقع قاعدة بيانات الفيلم (الإنجليزية)
- دينيس تايلور على موقع CueTracker.net (الإنجليزية)

- الموقع الرسمي